# Хаджибейк
Хаджибейк (перс. حاجی بیک‎) — село на севере Ирана, в остане Альборз. Входит в состав шахрестана Назарабад. Является частью дехестана (сельского округа) Танкеман бахша Танкеман.

## География
Село находится в западной части Альборза, к югу от гор Эльбурс, на расстоянии приблизительно 21 километра к западу-северо-западу (WNW) от Кереджа, административного центра провинции. Абсолютная высота — 1209 метров над уровнем моря.

## Население
По данным переписи 2006 года население села составляло 685 человек (344 мужчины и 341 женщина). В Хаджибейке насчитывалось 188 домохозяйств. Уровень грамотности населения составлял 76,5 %. Уровень грамотности среди мужчин составлял 81,1 %, среди женщин — 71,85 %.